# 胸斑椒雀鯛
胸斑眶鋸雀鯛（学名：Plectroglyphidodon fasciolatus），又稱藍紋高身雀鯛、太平洋真雀鯛，俗名為厚殼仔，為輻鰭魚綱鱸形目隆頭魚亞目雀鯛科的其中一種。

## 分布
本魚分布於印度洋、太平洋海區，包括東非、馬達加斯加、模里西斯、留尼旺、葛摩、馬爾地夫、台灣、日本、菲律賓、馬來西亞、印尼、新幾內亞、澳洲、密克羅尼西亞、馬紹爾群島、马里亚纳群岛、索羅門群島、夏威夷群島、斐濟群島、萬那杜、東加、吐瓦魯、吉里巴斯、諾魯、復活節島等海域。

## 深度
水深0.5至10公尺。

## 特徵
本魚體呈暗褐色，腹側顏色較淡，吻藍色，眼下緣及吻後方亦各有一道藍線，鰓葉後下方的鱗片上有藍點，腹側的鱗片上一多具有藍點。尾鰭末端顏色較淡。鰓蓋後方具2枚硬棘。幼魚的背鰭和臀鰭有藍邊。背鰭硬棘13枚、背鰭軟條15至17、臀鰭硬棘2枚、臀鰭軟條12至14枚，體長可達16.5公分。

## 生態
本魚棲息在沿岸水流較緩的岩礁區，多單獨活動，具領域性，屬於藻食性魚類。

## 經濟利用
多用以水族觀賞，很少人食用。